# Thunderbird School of Global Management
Школа глобального менеджмента Thunderbird при Университете штата Аризона (Thunderbird) — это школа глобального менеджмента в Финиксе, штат Аризона.
Основанная в 1946 году как независимое частное учебное заведение, школа была приобретена Университетом штата Аризона (ASU) в 2014 году. Школа получила своё название от поля Тандербёрд № 1, выведенной из эксплуатации базы ВВС армии США времён Второй мировой войны, которая служила её кампусом более 70 лет. С тех пор школа переехала в кампус ASU в центре Феникса, и ожидается, что строительство нового здания стоимостью 75 миллионов долларов США в центре Финикса будет завершено в 2021 году.
На 2018 год в школе насчитывалось около 45 000 выпускников, также называемых «Громовыми птицами» (или «Т-птицами»). Thunderbird предлагает программы подготовки выпускников в кампусе университета в Фениксе, курсы повышения квалификации руководителей в нескольких местах, включая Лос-Анджелес и Вашингтон, и две степени бакалавра с курсами, преподаваемыми в Западном кампусе университета в Глендейле.

## История

### Ранняя история
Американский институт внешней торговли был основан генерал-лейтенантом Дж. Бартон Кайл Янт, офицер ВВС армии США (AAF), который приобрел бывшее поле Thunderbird у Администрации военных активов за один доллар при условии, что имущество будет использоваться в образовательных целях в течение как минимум 10 лет. Это привело к недолгим спорам, поскольку журналисты усомнились в правильности сделки.

### 1990-е и 2000-е годы
Начиная с 1990-х годов, школа получила название Thunderbird, Американская высшая школа международного менеджмента. После достижения пика в 1600 студентов в 1992 году число учащихся в Thunderbirds начало сокращаться. На поступление иностранцев повлияли теракты 11 сентября, которые привели к ужесточению визовых правил, и Великая рецессия, которая сделала обучение за рубежом недоступным для многих иностранных студентов. В том же году школа наняла Анхеля Кабреру на должность президента. Кабрера наблюдал за принятием школой в 2006 году Профессиональной клятвы Чести. Клятва была разработана при участии студентов и преподавателей и была признана школой первой в своем роде для бизнес-школ. Студенты подписывают клятву по окончании учёбы, обещая действовать этично и честно в деловом мире (аналогично клятве Гиппократа, принятой врачами).
Имя Гарвина было удалено из названия школы в 2007 году. Школа начала использовать название Школа глобального менеджмента Thunderbird, чтобы сосредоточиться на бренде Thunderbird и подчеркнуть внимание школы к глобальному бизнесу. В это время имя Гарвина было присвоено недавно созданной должности, заслуженному профессору Гарвина по исследованиям в области глобального менеджмента, и все ещё использовалось для Центра культуры и языков международного менеджмента Гарвина и кафедры предпринимательства Гарвина. В рамках перехода на новое название школа приняла логотип мифической птицы тандерберд с телом в форме шара. Кстати, птица-гром из мифологии коренных американцев очень похожа на феникса из греческой мифологии, в честь которого названа столица Аризоны.

### 2010-е годы
В 2011 году, после усилий выпускника Thunderbird, Аризона начала продавать номерные знаки Thunderbird. В следующем году Ларри Пенли стал президентом Thunderbird.
В марте 2013 года школа объявила о планируемом партнёрстве с компанией Laureate Education, Inc. В рамках планируемого партнерства Thunderbird останется некоммерческой организацией, освобожденной от налога, но создаст совместную компанию по предоставлению образовательных услуг. Эта совместная компания запустит программу бакалавриата и расширит онлайн-программы.
Планируемое партнёрство позволит Thunderbird проводить мероприятия в кампусах Laureate Education по всему миру и создавать кампусы Thunderbird за рубежом. Школа объявила Париж, Мадрид, Бразилию и Чили в качестве потенциальных объектов. По мнению школы, Laureate Education не будет иметь никакого влияния на её академические решения. Thunderbird также сохранит полномочия на присуждение ученых степеней. Однако Laureate Education будет предоставлено три места в совете.
В 2001 году школа начала предлагать степень магистра Business Administrationя (MBA) в области международного менеджмента, заменив ранее предложенную степень магистра международного менеджмента. Три года спустя школа изменила свое название на Thunderbird, Школу международного менеджмента Гарвина, после пожертвования в размере 13 миллионов долларов (часть обещания, которое первоначально планировалось в размере 60 миллионов долларов) от выпускника Сэмюэля Гарвина. В том же году школа наняла Анхеля Кабреру на должность президента.

## Статус в ASU
Thunderbird описывается как «подразделение Университета штата Аризона». Считается, что подразделение, в отличие от школы или колледжа (но похожее на «институт»), широко ориентировано на развитие и распространение знаний через ASU. Но Thunderbird сохраняет свой собственный логотип и другие маркетинговые отличия.

## Кампусы
Первоначальный кампус Thunderbird располагался на бывшем аэродроме Второй мировой войны Thunderbird Field № 1. Расположенный в Глендейле, аэродром был построен в 1941 году и использовался для подготовки пилотов. Школа использовала здания на аэродроме, и многие классные комнаты школы расположены в бывших казармах аэродрома. Аризонский христианский университет является новым владельцем бывшего кампуса Thunderbird в Глендейле.
В 2011 году один из 70-летних ангаров для самолётов на территории кампуса был демонтирован. Здание, названное школой активности Thunderbird, использовалось для проведения специальных мероприятий и экзаменов, но после проверки кампуса было решено, что оно больше не соответствует стандартам безопасности.
У Thunderbird также есть центры обмена опытом в Москве, Дубае, Женеве, Джакарте и Токио. Школа планирует открыть несколько новых центров в ближайшие несколько лет с целью создания глобальной сети из 20 центров к 2025 году.
Все центры будут подключены к глобальной штаб-квартире в Фениксе с использованием новейших цифровых технологий, включая виртуальную реальность и дополненную реальность. Цель состоит в том, чтобы штаб-квартира функционировала как цифровое и физическое пространство, которое соединит глобальную сеть школы из 45 000 студентов с преподавателями и сотрудниками.
Другие здания в первоначальном кампусе включали Международный центр деловой информации (IBIC), который был библиотекой Thunderbird, и столовую для студентов. В кампусе школы также была установлена Приветственная стена, которая была построена в 1992 году, и на ней были изображены приветствия на разных языках.
12 декабря 2017 года ASU объявило, что исторический кампус Thunderbird будет закрыт, а школа будет переведена в более современное здание в центре Финикса. В рамках этого переезда город Феникс согласился вложить в новое здание 13,5 млн долларов, что стало рекордной инвестицией для Thunderbird. ASU и Thunderbird покрывают оставшуюся стоимость объекта стоимостью 75 миллионов долларов, используя средства от обучения и продажи земли, которой владеет ASU, включая старый кампус в Глендейле и ещё один участок в соседнем Скоттсдейле.

## Студенты
Студентов, выпускников и преподавателей часто называют Громовыми птицами или Т-птицами. Старшекурсники называют себя « Underbirds». Студенты выпускают школьную газету под названием Das Tor. Уже более 50 лет, все выпускники должны были пройти минимум 4 семестра обучения иностранному языку или продемонстрировать эквивалентное владение. Другие студенческие мероприятия включают в себя несколько спортивных клубов Thunderbird. Одним из самых известных является футбольный клуб Thunderbird по регби, основанный в 1976 году. В клубе регулярно проводится турнир Thunderbird Rugby Invitational с участием других бизнес-школ со всего США.
Каждый год один ученик выпускного класса награждается премией Бартона Кайла Янта в честь основателя и первого президента школы. Награда определяется на основе достижений и их характера.

## Выпускники
У Thunderbird есть ряд выдающихся выпускников, в том числе Валид Чамма, бывший председатель Morgan Stanley; Роберт Дадли, генеральный директор BP в отставке; и Луис Альберто Морено, бывший посол Колумбии в Соединённых Штатах и на данный момент президент Межамериканского банка развития. Ли Аббамонте, самый молодой американец, посетивший все 193 государства-члена Организации Объединённых Наций, окончил университет в 2010 году. Рамон Лагуарта в настоящее время является генеральным директором PepsiCo, Марк Смакер-генеральным директором компании J. M. Smucker, а Свен Оустведт-генеральным директором Norske Skog. Также Карлос Нойхаус, возглавлявший Панамериканские игры в Лиме в 2019 году. Полный список известных выпускников размещен на веб-сайте Thunderbird.
У Thunderbird около 45 000 выпускников, которые работают в более чем 12 000 различных организациях в 150 странах.